# Rockersi

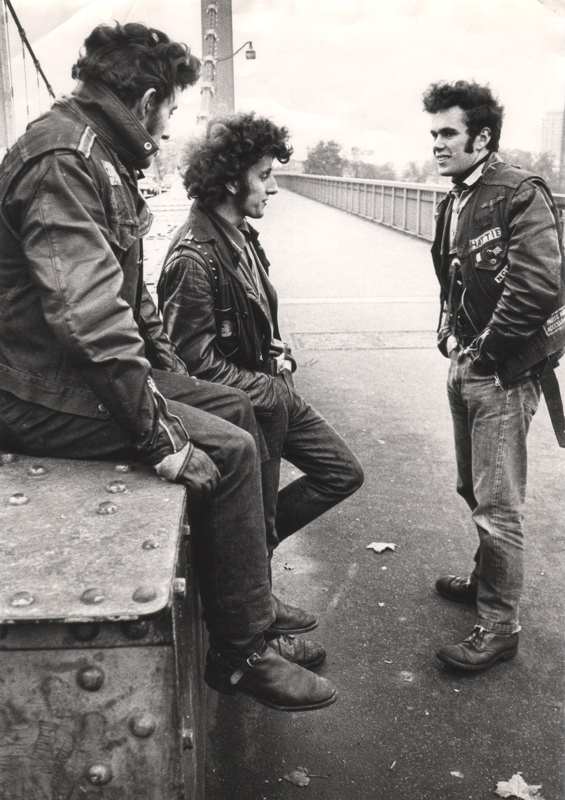
Londyńscy rockersi

Rockersi – subkultura młodzieżowa aktywna zwłaszcza w latach 1958–1965, głównie w Stanach Zjednoczonych i Wielkiej Brytanii. Swój styl oraz nazwę zaczerpnęli z rock and rolla, muzyki społecznie nieakceptowanej w tamtym okresie.
Ideologia rockersów charakteryzowała się pogardą wobec wzorów i norm, odrzuceniem pościgu za karierą i chęci stabilizacji, brakiem dążenia do pokonywania społecznej drabiny. Żyli z dnia na dzień. Wyznawali kategorię nieustannej walki, zasadę: silniejszy i bardziej cyniczny zwycięża. Rockersi nosili długie włosy (tzw. kaczy kuper), ubierali się niedbale, charakterystyczne cechy ich ubioru to podarte dżinsy i czarne skórzane kurtki.
Byli typową grupą outsiderów, która wycofywała się ze społeczeństwa albo przyjmowała wobec niego postawę agresywną.
W USA były to grupy o charakterze gangów ulicznych zajmujących się rozbijaniem zabaw w klubach w lepszych dzielnicach. Uczestnicy ruchu przeciwstawiali się modelowi tzw. dobrego Amerykanina – patrioty gotowego do walki za ojczyznę, np. w Korei.
W Wielkiej Brytanii rockersi w latach 1963–1964 brali czynny udział w bójkach z subkulturą modsów. Byli ich przeciwieństwem. Rockersi ubierali się niechlujnie, afiszowali swoją niższość oraz nieprzystosowanie do reguł i systemu.
Ruch zaczął zanikać w połowie lat 60. XX w. Był podłożem takich subkultur jak: harleyowcy, motocykliści, ridersi, punkowcy (punki).